# Budogošč'
Budogošč' è un insediamento di tipo urbano della Russia europea nordoccidentale, situata nella oblast' di Leningrado (rajon Kirišskij).
Si trova nella parte meridionale della oblast', presso il confine con la oblast' di Novgorod, sulle sponde del fiume Pčevža.